# Asteci
Asteci (španj. Aztecas, Aztecos; eng. Aztecs) bili su moćan indijanski narod koji je u 15. i 16. stoljeću vladao velikim carstvom u južnom Meksiku. Bili su narod iz grupe Nahuatl-govornika koje je sebe nazivalo imenom Mexica. Sebe su označavali i kao Culhua-Mexica, povezujući se s Culhuacánom, središtem najciviliziranijeg naroda u Dolini Mexica. Ime Tenochca (Tenočki; u pl. Tenochcas) dobili su prema svome središtu Tenochtitlán. 
Asteci su zapravo bili savez od 3 plemena koje je prema van djelovalo kao jedan narod pod astečkim imenom. Ova plemena bila su Acolhua iz grada Texcoca, Tenochca ili Mexica iz Tenochtitlana, i najmanji Tlacopans (Tlakopanci) s glavnim gradom Tacuba (ili Tlacopan). Od 1426. – 1520. konfederacija se angažirala u ratovima kojima su savladana plemena od Doline Mexica do Pacifika. Carstvo je osvojio Hernan Cortes 1519. godine.
Na području Meksika danas živi o. 750.000 potomaka Asteka. Uglavnom se bave poljodjelstvom ili rade kao industrijski radnici.

## Ime
Značenje imena Asteka nije razjašnjeno, a sam izraz izvodi se od riječi Aztlan, legendarne zemlje njihovog porijekla koja se nalazila negdje na sjeveru ili sjeverozapadu. Neki znanstvenici njihovo ime prevode kao "bijela zemlja", drugi kao "pokraj ždralova", navodno od aztatl, u pl. azta =ždral + tlan, u označavanju blizine. Postoji i pretpostavka da je ime Atlantskog oceana također došlo od njihove riječi 'atl', što označava 'vodu', pa bi prema toj teoriji Asteci bili potomci stanovnika Atlantide, koji su nakon katastrofe uspjeli doći do Meksika i tamo izgraditi novu civilizaciju.

## Povijest

### Dolazak Asteka
Acosta koji je posjetio Meksiko 1585. i čije je djelo izdano 1589. godine zapisao je njihovu tradiciju o seobi 7 plemena iz zemlje Aztlan ('bijela zemlja'), koja se prema predaji nalazila negdje na Sjeveru.
Prvo od 7 plemena Nahuatlac (tako su se kolektivno nazivali) došlo je u Dolinu pleme
- Xochimilca (Sochimilca) 'narod cvjetnog sjemena', koji se nastanio na jugu Doline.
- Chalca 'narod usta', dolaze u Dolinu mnogo poslije Xochimilca i nastanjuju se na jezeru Chalco.
- Pleme Tepanec 'narod mosta' ili dolazi treće u Dolinu i nastanjuju se u Azcapotzalcu, zapadno od jezera Texcoco.
- Četvrti su Acolhua 'snažni narod', kasnije poznati kao Texcocans, nastanili su se na istočnoj obali jezera Texcoco.
- Peti dolaze Tlatluicans /Tlatluikanci/ 'Ljudi s planine' koji prelaze Sierru.
- Šesti su Tlaxcalteca /Tlaškalteki, Tlaskalteci/ 'ljudi kruha', živjeli su jedno vrijeme s Tepanekima, pa su se nastanili u današnjoj Tlaxcali.

- Posljednji dolaze Asteci ili Mexica koji zauzeše područje današnjega grada Meksika. Pleme Mexica u svojoj se seobi prvo zaustavilo 1163. godine u mjestu Coatepec, blizu Tollana, grada kojega su 1168. razorili Čičimeci (Chichimecs). Legendarni toltečki kralj Quetzalcoatl te godine bježi iz grada, a Tollan je 1200. godine potpuno razoren. Dolinom tada zavladaše dva grada, tepanečki Azcapotzalco, zapadno od jezera Texcoco, i Colhuacan (Culhuacan) plemena Culhua, jugoistočno od jezera.

Godine 1323. Asteci su na jezeru Texcoco pronašli mjesto gdje će 1325. utemeljiti svoj grad Tenochtitlan. Godine 1358. niknuo je novi grad, Tlatelolco, kojeg su podigli iseljenici iz Tenochtitlana. Nakon ratova s Tepanecima i pada Azcapotzalca 1428. godine, rodio se savez 3 grada. Nezahualcoyotl (Gladni Kojot) iz Texcoca, tlatoani Itzcóatl iz Tenochtitlana i Totoquihua iz Tlacopana osnovaše astečki savez. Kasnije ovaj savez postaje dominantna sila koja je ovladala područjem od preko 200.000 km2 (80 tisuća kvadratnih milja) i 5-6,000.000 stanovnika. U njezin sastav je ušlo 400-500 državica. Sam grad Tenochtitlan imao je preko 140.000 stanovnika, a prostirao se na 13 km2. 
Svoj svijet Asteci su nazivali Cem-Anáhuac Tenochca tlalpan ili 'svijet, Zemlja Tenočka'. Vladar je nosio titulu Cem-Anáhuac tlatoani, ili 'Gospodar svijeta'.

### Kronologija
- 600.Pad Teotihuacana, porijeklo graditelja nije poznato.
- 856.Utemeljen Tollan (danas Tula) od naroda poznatog kao Tolteci (Toltecas), govornika jezika Nahua.
- 1111. (?) Nahuatlaca plemena napuštaju mitsku zemlju Aztlan.
- 1163. Skitalačka plemena Mexica dolaze u Coatepec.
- 1168. Uništenje Tollana, Čičimeci (Chichimecas; u koje se ubrajaju i Asteci) razorili su grad.
- Legendarni kralj Quetzalcoatl bježi iste godine.
- 1200. Potpuno uništenje Tollana.
- 1250. Susjedni ratoborni Otomí utemeljuju grad Xaltocan.
- 1299. Mexica se naseljavaju kod Azcapotzalca, na brijegu Chapoltepec ('brdo skakavaca'), Tepaneki ih tada još toleriraju.
- 1300. Vladavina Akolhuanaca (Acolhuas).
- 1315. (ili još 1299) Tepaneki tjeraju Mexice s Chapultepeca.
- 1323. Colhua Indijanci tjeraju Mexice iz Tizaapan-a. Oni bježe na maleni otok Acatzintlan, gdje su ugledali orla na kaktusu (vidi meksičku zastavu). Pošto su postali neprijatelji Colhuacana, ponovno dolaze pod zaštitu Tepaneka.
- 1325. Mexice utemeljuju Tenochtitlan.
- 1358. Mexice utemeljuju Tlatelolco.
- 1372. Politička reorganizacija, vladar Acamapichtli uzima si ženu iz svakog 'calpulli'-ja (ponegdje calpolli), prva mu je žena Ilancuetl, Colhua plemkinja, ali nije imala djece. Uvodi se titula 'tlatoani' (=govornik).
- 1375. – 1465., devedeset-godišnji rat s Chalco Indijancima.
- 1395. (?), misteriozna smrt Huitzilihhuitl-ove prve žene, tlakopanske princeze.
- 1406., misteriozna smrt Huitzilihhuitl-ove druge žene, Miahuaxihuitl, princeze iz plemena Tlahuica, iz grada Cuauhnahuac-a (današnja Cuernavaca).
- 1407. (?), osvojen Xaltocan, grad Otomija.
- 1411. Osvojen je Chalco, ali je ponovno oslobođen intervencijom drugih gradova-država, uključujući i tepanečki Azcapotzalco, pod čijim su bili patronatom.
- 1418. Vladar Tezkukanaca, Ixtlilxochitl, protjeran je od Tepaneka iz grada Texcoca.
- 1418-72. Nezahualcoyotl, postaje vladar Texcoca.
- 1426. Umire tepanečki vladar Tezozomoc. Iste godine Nezahualcoyotl ponovno osvaja grad od Tepaneca. Vodstvo Tepaneka, nakon Tezozomocove smrti preuzeo je njergov sin Maxtla. Ubijeni su tlatoani Chimalpopoca i Tlacateotl, vladar Tlatelolca. Ubojice je poslao Maxtla iz Azcapotzalca.
- 1428. Nezahualcoyotl osvaja Azcapotzalco, uzima si zadovoljstvo iščupati Maxtlino srce. Nastanak saveza Asteka, ujedinjuju se gradovi Tenochtitlan, Texcoco i Tlacopan.
- 1445. Osvajanje Oaxace.
- 1458. Osvajanje Coixtlahuace i Veracruza.
- 1465. Osvajanje Chalca.
- 1458-1465. ratovi tlatoanija Moteuczoma Ilhuicamina. Osvojio je zemlje Totonaka, Mixteca, Tepeaca i Huasteca.
- 1478. Padaju zadnja uporišta Huasteca. Asteci poraženi u strahovitom ratu s Taraskima.
- 1486. – 1502. vladavina Ahuitzotla, daljnja ekspanzija Asteka i masovno žrtvovanje ljudi.
- 1491. – 1495. osvojena pacifička obala od Zacatule to Acapulca.
- 1492. Columbo je na Bahamima, misli da je u Aziji.
- 1498. Osvajanje Tehuantepeca i dolazak prvih kolonista na Haiti.
- 1500. Španjolsko osvajanje današnjeg Soconusca (indijanski Xoconoxco). Amerigo Vespucci otkriva da Amerika nije dio Azije.
- 1503. – 1520. vladavina Montezume II.
- 1519. Dolina Mexica ima 1,000,000 do 1,600,000 stanovnika. Tenochtitlan raste 150,000-200,000 stanovnika. Cortés se iskrcava kod Veracruza. Nalazi saveznike u Totonacima, Huastecima i Tlaškaltecima.
- 1516. – 1519. u Texcocu vlada Cacama.
- 1520. Noche Triste (tužna noć) Španjolci su potučeni na Tenochtitlanu, mnogo je mrtvih na obje strane. Četveromjesečna vladavina Cuitlahuac-a, umire od boginja.
- 1520-1521. vladavina Cuauhtemoca.
- 1521. Tenochtitlan pada.

## Društvo
Asteci, kao i sjevernoamerički Irokezi (Iroquois), su prema svim ostalima izvana djelovali kao jedan narod. Svako je pleme unutar konfederacije bilo nezavisno u onome što se odnosilo na lokalnu samoupravu. Svako pleme imalo je savjet poglavica i glavnog ratnog poglavicu. U izboru vrhovnog astečkog ratnog poglavice sudjelovala su sva 3 astečka plemena, Tenočki, Tezkukanci (Acolhua) i Tlakopanci.
Zemljom je, prema Diegu Duranu, na čelu s kraljem, upravljao kraljevski savjet bez čijeg se mišljenja nije moglo ništa učiniti. Duran ih titulira imenima Tlacachcalcatl (tlakačkalkatl), Tlacatecal (tlakatekatl), Ezuauuacatl (ezuauakatl), i Fillanealque (filanealkve). Naziv položaja koji je imao Montezuma II bio je teuctli (ratni poglavica) ili kao član savjeta zvao se tlatoani (govornik). 
Zakoni su bili objavljivani i zapisivani slikovnim pismom. Bili su strogi. Ubojstva i preljub kažnjavali su smrću. 
Asteci su svoju djecu školovali u posebnim školama zvanim calmecac. Školovanje i odgoj djece bio je jedan od glavnih zadataka astečkog svećenstva. U calmecacu se omladina pripremala za život, tu su se upućivali u tajnu pisma, narodnu tradiciju, religiju i nauku. Iz ovih škola odlazili su uz velike ceremonije. Najsposobniji su uz preporuku odlazili na odgovorne položaje.
Kod Asteka nije bilo trgovina nego su svaki peti dan održavali sajmove. U velike gradove slijevala se masa ljudi iz raznih krajeva donoseći poljoprivredne proizvode i rukotvorine. Platežno sredstvo bile su vrećice kakaa, s određenim brojem zrnja, ili komadići kositra rezanih u obliku slova T. Ova trgovina vodila se dijelom i trampom ili zamjenom. 
Mnogoženstvo se dozvoljavalo, ali se vjerojatno ograničavalo samo na bogatiju klasu. 
Asteci nisu imali kastinski sustav, ali postojalo je ropstvo. Trgovina robljem smatrana je kod Asteka časnim zvanjem.
Običaj je bio da sin nastavi zanimanje svoga oca. Ovi zanatlije udruživali su se u neku vrst cehova. Zanat je uživao osobito poštovanje.

## Privreda
Zemlja je kod Asteka pripadala calpullima (neki to smatraju klanovima; ili plemenima), svaki calpulli sastojao se od više callija (ili domaćinstava). Ovu zemlju zajednički su obrađivali, a prinos od nje plaćali su državi i svećenstvu kao porez. Dio calpullijske zemlje pripadao je calpulliju, i bio je razdijeljen po domaćinstvima, već prema potrebi. Zemlja koju calli obrađuje nasljeđivala se s oca na sina, u slučaju izumiranja obitelji vraćala bi se calpulliju.
Od pokorenih zemalja Asteci su ubirali poreze. Iz raznih provincija dolazile su kože, kakao, zlato, raznobojno perje, smaragdi, ambra, pamučna odijela i drugi proizvodi. Pokorena plemena bila su obvezna raditi i na javnim radovima, kao izgradnji putova ili građevina.
Asteci su imali, a imaju i njihovi potomci danas, vrstu plovećih vrtova (na jezeru Xochimilco) poznatih kao chinampas (sing.chinampa), na kojemu su seljaci uzgajali razne kulture koje bi zatim završavale na tenočtitlanskoj tržnici. Između chinampasa nalazili su se plovni kanali kojima se roba u čamcima mogla dopremati. Danas ovi kanali još postoje a služe za vožnju dokonim turistima. Po njima danas plove veliki dekorirani kanui trajineras i prevoze turiste dok ih zabavljaju meksički pjevači mariachis (mariachi).
Pleme koje je nekada živjelo u području jezera Xochimilco zvalo se Xochimilca. Ovo pleme bilo je podložno Astecima. Glavni ratarski alat bio je štap za kopanje, zvan u njihovom jeziku coa.
Mlinski kamen zamjenjivali su metate i mano sastojao se od udubljenog kamenog postolja i oblog kamena, kojim se udaralo po kukuruzu dok se ne pretvori u brašno.
Astecima danas zahvaljujemo na čokoladi. Oni su proizvodili jedno piće od kakaa i vanilije (rasla je u ograničenim primorskim predjelima Meksika) i zvali ga chocolatl, bilo je pjenasto, a uzimalo se hladno.

## Religija
Astečka religija bila je mnogobožačka, Asteci su svojim dolaskom pokupili mnoge elemente drugih mezo-američkih kultura i ranih naroda. Najvažniju ulogu u vjerskom životu imali su Huitzilopochtli, bio je bog rata. Tonatiuh je bio bog Sunce. Suncu su se prinosile ljudske žrtve, zbog njega su vođeni neprekidni ratovi (takozvani 'rat cvijeća') kako bi se moglo doći do novih zarobljenika. Njihova srca bit će žrtvovana Suncu, tijela će se raskomadati i podijeliti narodu da budu pojedena. Prema vjerovanju Asteka samo duše ratnika koji su pali u borbi i bili žrtvovani odlaze na nebo. Duše žena umrlih pri porođaju također.
Tlaloc bio je bog kiše, a Quetzalcoatl ili Pernata Zmija bio je dijelom bog, dijelom kulturni heroj. On je bog-prosvjetitelj koji je širio kulturu i nauku.

### Popis bogova
| Acolmiztli Acolnahuacatl Acuecucyoticihuati Ahuiateteo Ahuizotl Amaranth Ancient-drum Atlatonan Atlatonin Ayauhteotl Azcatl Batman Centeocihuatl Centeotl Centzon-totochtin Centzonuitznaua Chalchihuitlicue Chalchiuhcihuatl Chalchiuhtecolotl Chalchiuhtlicue Chalchiuhtotolin Chalmecatecuchtli Chantico Chicomeccatl Chicomecoatl Chicomexochtli Chiconahuiehecatl | Chihucoatl Chimalman Cihuacoatl Cihuateto Cinteotl Cipactli Cipactonal Citlatonac Civatateo Coatlicue Coccochimetl Cochimetl Cocijo Coyolxanuhqui Coyolxauhqui Cuaxolotl Eagle-man Ehecatl Huehuecoyotl Huehueteotl Huitzilopochtli Huixtocihuatl Ilamatecuhtli Itzli Itzpapalotl | Itztlacoliuhqui Ixtlilton Macuil-cozcacuahtli Macuil-cuetzpalin Macuil-malinalli Macuil-tochtli Macuil-tonaleque Macuil-xochitl Macuilcozcacuahtli Macuilcuetzpalin Macuilcuetzpalli Macuilmalinalli Macuiltochtli Macuiltonaleque Macuilxochitl MacuilxÒchitl Malinalxochi Malinalxochitl Maquiltonaleque Matlalcueitl Mayahual Mayahuel Mayouel Metzli \| Metztli \| | Mexitl Mextli Mictecacihuatl Mictlan Mictlancihuatl Mictlantecuhtli Mictlantecuhtzi Mixcoatl Moctezuma Montezuma Motecuhzoma Nahuaque Nana Nanahuatzin Nanauatzin Nanautzin Nuhualpilli Old-old-coyote Omacatl Omecihuatl Omeciuatl Ometecuhtli Ometecutli Ometeoltloque Ometotchtli | Opochtli Oxomoco Patecatl Piquete-zina Popocatepetl Pulque Quaxolotl Quetzacoatl Quetzalcoatl Tamoanchan Tecciztecatl Tecuciztecal Tecuciztecatl Telcalipoca Temazcaltechi Temazcalteci Teotihuacan Teoyaomiqui Teoyaomqui Tepeyollotl Tepeyollotli Tepoztecatl Tezcalipoca Tezcatlipoca | Tezcatzontecatl Titlacauan Tlaelquani Tlahuixcalpantec Tlahuixcalpantecuhtli Tlahuizcalpantecuhtli Tlahuizcalpantecutli Tlaloc Tlaltecuhtli Tlaoque-nahuaque Tlazolteotl Tlazolteotli Tlazoltéotl Tloque Tloquenahuaque Tomoanchan Tonacatecuhtli Tonatiuh Tzitzimime Tzitzmitl Ueuecoyotl Ueueteotl Uitzilopochtli Uixtochihuatl \| Xilonen \| Xipe \| Xipe-totec \| Xiuhcoatl \| Xiuhtecuhtli \| Xiutecuhtli \| Xmulzencab \| Xochipili \| Xochipilli \| Xochiquetzal \| Xolotl \| Yacatecuhtli \| Yiacatecuhtli \| |

## Kultura

### Pismo
Asteci su usvojili sistem pisanja (logografsko♠, odnosno pojmovno) koje je u središnjem Meksiku bio u upotrebi najmanje tisuću godina. Kada su Asteci u ranom 15. stoljeću pokorili susjedne države prihvatili su njihovo pismo. Danas nemamo preživjelih astečkih dokumenata koji su porijeklom iz doba prije Kolumba, većina sačuvanih nastala su tek nakon osvajanja. Postoji samo par 'kodeksa' (codices, codex) iz regije Puebla poznatih kao "međunarodni" stil Mixteca-Puebla. Ovaj isti stil mogao bi biti izvor astečkom pismu koje se satoji od obojenih sličica (glifova). Stil Mixteca-Puebla potekao je od mikstečkog pisma.
Ostali sistemi pisanja su silabičko, piktografsko, ideografsko i alfabetsko. 

### Kalendar
Asteci su imali svoj kalendar, ustvari dva kalendara. Jedan je bio ritualni, imao je 260 dana i zvao se tonalpohualli. Bio je podijeljen u 13 perioda po 20 dana. Drugi sunčani (xiuhpohualli) imao je 365 dana. Ovaj kalendar dijelio se na 18 mjeseci po 20 dana. Ovome se treba pridodat i 5 dana nazivanih nemontemi. Svakih 52 godine poklopili bi se datumi kalendara, tada su nakon 'pet nesretnih dana' priređivali 'Novu vatrenu ceremoniju'. –Dani i mjeseci imali su svoja imena. Kalendar Asteka bio je bazaltni kamen težak 25 tona i promjera 3,7 metara ili 12 stopa. Pronađen je 1790. godine i smješten u Antropološkom muzeju u Meksiku.
Mjeseci
- I. Atlacacauallo
- II. Tlacaxipehualiztli
- III. Tozoztontli
- IV. Hueytozoztli
- V. Toxcatl
- VI. Etzalcualiztli
- VII. Tecuilhuitontli
- VIII. Hueytecuihutli
- IX. Tlaxochimaco
- X. Xocotlhuetzin
- XI. Ochpaniztli
- XII. Teoleco
- XIII. Tepeihuitl
- XIV. Quecholli
- XV. Panquetzaliztli
- XVI. Atemoztli
- XVII. Tititl
- XVIII. Izcalli

Nemontemi. pet nesretnih dana, tada nisu održavana nikakve ceremonije niti žrtvovanja. 
Nazivi dana su: Cipactli (Aligator), Ehecatl (Vjetar), Calli (Kuća), Cuetzpallin (Gušter), Coatl (Zmija), Miquiztli (Smrt), Mazatl (Jelen), Tochtli (Zec), Atl (Voda), Itcuintli (Pas), Ozomatli (Majmaun), Malinalli (Trava), Acatl (Trska), Ocelot (Ozelot; zvijer iz porodice mačaka), Cuauhtli (Orao), Cozcauauhtli (Jastreb), Ollin, Tecpatl (Kremen), Quiahuitl (Kiša), Xochitl (Cvijet).

### Običaji

#### Rat cvijeća i kanibalizam
Da bi došli do ratnih zarobljenika Asteci, a izgleda i neki njihovi susjedi, organizirali bi ratne pohode zvane xochiyaóyotl ili 'rat cvijeća'. Prema kronikama, na inauguraciji najratobornijeg astečkog vladara Ahuitzotla žrtvovano je 80,000 zarobljenika. Asteci su ljude žrtvovali prilikom mnogih prigoda, kao ustoličenja vladara, ili posvećivanja hramova. Obred su vršili svećenici na vrhovima hramova, na žrtvenom kamenu. Zabijanjem noža od vulkanskog stakla u prsa, iščupali bi žrtvi srce i bacili u vatru. Ove vatre stalno su gorjele pred idolima.
Udove bi odsijecali i davali narodu za gozbu, trupla bi bacali psima. Prema drugoj verziji (Precott) svećenici bi predali tijelo žrtvovanog ratniku koji ga je zarobio. On bi tada priredio gozbu na koju bi pozvao svoje prijatelje.
Prema kroničaru Bernalu Diazu, u divljim šumama Mictlanquauhtla neki stanovnici grada Uaxyacaca napali su i opljačkali meksičku karavanu koja se vraćala iz Tabasca s dragocjenim dobrima. Tu su vijest Meksikanci čuli tek nakon nekoliko godina. Kralj koji je tada vladao, Motecuhzoma Stariji, zvan Ilhuicamina, naoružao je ekspediciju kako bi osvetio mrtve, a zločin je osvećen istrijebljenjem cijelog plemena. Neke meksičke obitelji i oko 600 obitelji iz drugih gradova smjestili su se u dolini Meksika i započeli naseljavati nenaseljena područja istrijebljenih naroda, pod vodstvom četvorice meksičkih poglavica koje je kralj odabrao za ovaj pohod. U domorodačkim zapisima napadi i ubojstva meksičkih trgovaca gotovo se uvijek spominju kao casus belli.

### Novac i trgovina
Asteci nisu imali klasičan novac, za standardnu valutu uzimao se kakao za koji se nešto moglo kupiti. Roba se najviše razmjenjivala razmjenom.
Premda su bili u vječnom ratu sa srodnim plemenom Tlaxcalteca, u kratkim periodima mira ova dva plemena također su trgovala. Izolirani od mora Tlaškalteci nisu imali soli, Asteci su im sol velikodušno poklanjali.

## Astečki vladari (Tlatoani)
- Acamapichtli (1372. – 1391).
- Huitzilihuitl (1391. – 1416.), sin Acamapichtlija.
- Chimalpopoca (1416. – 1427.), sin Huitzilihuitlija.
- Itzcoatl (1427. – 1440.), sin Acamapichtlija.
- Montezuma I. Ilhuicamina (1440. – 1468.), sin Huitzilihuitlija.
- Axayacatl (1468. – 1481.), sin Montezume I.
- Tizoc (1481. – 1486.), brat Axayacatlov.
- Ahuitzotl (1486. – 1502.), brat Tizocov.
- Montezuma II. Xocototzin (1502. – 1520.), sin Axayacatlov.
- Cuitlahuac (1520.), brat Montezumin.
- Cuauhtemoc (1520. – 1521.), sin Ahuitzotlov.

### Pokrajine
Astečko Carstvo bilo je podijeljeno na 38 pokrajina, više ekonomskih nego političkih cjelina.
- Citlaltepec-Tlatelcoco: sjeveroistok središnje doline (Xaltocan, Zumpango itd.)
- Petlacalco: jug doline (Tlahuac, Mixquic itd.), ti gradovi i sela bili su izravno povezani s glavnim ubiračem poreza petlacalcatom čiji su uredi bili u carskoj palači u Meksiku
- Oxitipan: predstraža carstva na rijeci Panuco
- Xiuhcoc: haukstečka pokrajina
- Xilotepec: stari otomski kraj
- Axocopan: druga otomska pokrajina (Izmiquilpan)
- Hueypoxtla: još jedna otomska pokrajina (Actopan)
- Atotonilco: regija Tula u kojoj se rabe jezici otomski i nahuatl
- Xocotitlan: na visoravni Toluca, otomski i mazahua kraj
- Quauhtitlan: pokrajina nahuatl, nekada izrazito važna
- Quahuacan: brdovito i šumom bogato područje, na sjeveru današnjeg federalnog sektora (Cuajimalpa, Huixquilucan), prevladava otomsko stanovništvo
- Acolhuacan (Otumba, Teotihuacan, Pachuca): nekadašnje područje Texcocoa
- Atlan, pokrajina na sjeveroistoku s Xiuhocaocom
- Tochpan (Tuxpan u današnjoj saveznoj državi Veracruzu)
- Tlapacoyan: sjever današnje savezne države Pueble (Zacatlan, Huauchinango, Xochicuautla), govorno područje nahuatlanskih i totonake jezika
- Atotonilco: u toj pokrajini nalazilo se veoma staro toltečko središte Tulancingo
- Tlatlauhqzitepec: na granici današnjih saveznih država Pueble i Veracruza (Teziutlan)
- Quauhtochco (Huatusco, današnji Veracruz)
- Cuetlaxtlan: pokrajina na obali zaljeva
- Tochtepec (Tuxtepec, današnja Oaxaca): bogata pokrajina na granici tropskog područja
- Chalco: južno od jezera, stari grad koji je dugo bio u ratu s Meksikom
- Quauhnahuac (Cuernavaca, današnji Morelos)
- Huaxtepec (Oaxtepec): ova je pokrajina uz prethodno navedenu pokrivala područje današnje savezne države Morelosa, tropski kraj bogat pamukom, voćem i rijetkim eteričnim uljima
- Tlalcozautitlan
- Quiauhteopan: ova je pokrajina uz prethodno navedenu smještena na ozemlju današnje savezne države Guerrera, tamo se u Olinali razvila umjetnost lakiranja
- Toluca: glavni grad današnje savezne države Meksika, na visoravni hladne klime živjeli su narodi Matlatzinca, Mazahua i Otomi
- Ocuilan: južno od Toluce u planinskom i šumovitom području, govorno područje dijalekta matlalzinskoga jezika
- Malinalco: važno vojno i vjersko središte, jedino mjesto u Americi gdje se još može vidjeti potpuno isklesan hram uključujući i kipove u živoj stijeni
- Tlechco (Taxco)
- Tepequacuilco: u današnjoj saveznoj državi Guerreru (Iguala)
- Cihuatlan: pokrajina na granici s Michoacanom, proteže se obalom Tihog oceana do Acapulca
- Tepeacac: granično područje između nahuatla, mikstečkog i chocho-popolocaa
- Yoaltepec: mikstečko područje
- Tlapan: pokrajina na granici između nepokorenog područja yopi i neovisnoga mikstečkog gospodarstva Tototepec
- Tlachquiauco: u današnjoj saveznoj državi Oaxaci
- Coayxtlahuacan: mikstečka pokrajina između gospodarstva Tototepec i vjerskog grada Mazateka, Teotitlana
- Coyolapan: središte staroga zapotečkog područja, s Monte-Albanom, Oaxacom, Mitlom i Etlom
- Xoconochco: na jugoistoku današnje savezne države Chiapasa (Sosonusco, Ayutla) u kraju majanskih jezika, na granici s Gvatemalom

Između pokrajina Tuxtepeca i Coyolapana s jedne strane i Xoxonochcoa s druge, astečki trgovci i vojnici odlazili su i vraćali se preko tjesnaca Tehuantepeca. Bilo kako bi se uredila vlast na granicama ili kako bi se zadržalo bilo važne bilo nemirne pokrajine izabrano je nekoliko strateški dobro smještenih lokaliteta gdje su bili smješteni garnizoni. To su bili Atlan i Tezapotitlan u Sierra de Puebli, Quauhnahuac (Cuernevaca) i Oaxtepec, Quauhtohco i Itzteyocan, Cueltaxtlan, Tuxtepec, Tepeacac (blizu nepokorene Tlaxcale). Postojao je astečki garnizon u Tutotepecu, pokrajina Tlapan, koji je nadzirao kraj yopi i nekoliko garnizona u Oaxaci, Coayxtlahuacanu i Zozolanu. U pokrajini Yoaltepecu astečke postrojbe koje su tamo bile smještene "jele su purane, srne, zečeve i kukuruz" koji su domoroci morali darivati caru. Pobune protiv Asteka izbijale su veoma često, npr. u Cuetlaxlanu su jednom prilikom stanovnici nezadovoljni što moraju plaćati porez zatvorili astečke ubirače poreza u kuću koju su potom zapalili.
Svakoj je pokrajini porez bio određen prema kapacitetima proizvodnje i prema mogućnostima koje su uvjetovale klima, flora i fauna. Skoro sve pokrajine morale su davati pamučne tkanine ili ixtle (vlakna agave), žitarice i zrnje uljarica. Tropskim krajevima je kao porez određen kakao i sirovi pamuk. Zlato u prahu i zlatom urešeni predmeti dolazili su iz Tuxtepeca, Xoconochoa i mikstečkih pokrajina, koža iz Tepequacuilcoa i Quiauhteopana, tirkiz s obale zaljeva iz Oaxace, perje papiga i perje quetzal iz Toplih Zemalja, kaučuk iz Tuxtepeca, košenil (vrsta kukca od kojeg se dobivala crvena boja) iz Oaxace, drvo za gradnju iz otimskih šuma. Među predmetima koje su poreznici ubirali ističu se lule, vaze od pečene gline, nakit, halucinogene gljive, tamjan, med, tinta, zubi krokodila i rogovi srndaća, žive ptice za vladarev zoološki vrt i žive zmije kojima su se te ptice hranile. Porez je prema podacima iz sačuvanih isprava Matricula de Tributos i Codex Mendoza svake godine donosio više od dva milijuna komada pamučnih proizvoda, 179 200 komada od platna agavinih vlakana, 136 000 suknji i bluza, 561 ceremonijalni pernati kostim. Budući da nije bilo novca, računalo se u broju komada (quachtli) i višekratnicima tog broja. Isporuka od 20 jedinica bila je standard i smatralo se da jedna osoba može godinu dana živjeti od nje.
Pokrajina Toluca je, primjerice, dva puta godišnje morala predati 400 isporuka pamučnih proizvoda, 400 isporuka urešenih ixtle ogrtača, 1 200 isporuka bijele ixtle tkanine, jednom godišnje količinu 6 žitnica kukuruza, graha i sjemenki uljarica, te 22 svečana odijela. Pokrajina Quahuacan davala je dva puta godišnje 3 600 greda i dasaka, isto toliko ixtle tkanine, jednom godišnje 41 ceremonijalni kostim i količinu 4 žitnice žitarica. Vladarevu trezoru pokrajina Quauhnahuac donosila je dvaput godišnje 3 200 isporuka pamučnih ogrtača, 400 isporuka pregača, 400 isporuka ženskih odijela, 2 000 keramičkih vaza, 8 000 rizama papira, a jednom godišnje 8 ceremonijalnih kostima i 4 žitnice. Pokrajina Tlalcozauhtitlan davala je samo 800 isporuka pamučne tkanine, 200 krčaga meda i jedno luksuzno odijelo, ali i 20 bačvi tecozauitla, vrstu svjetložute zemlje koju su meksička gospoda rabila kao bjelilo za lice. Pokrajina Tuxtepec, dajući calpicima tkanine i odjeću, davala je 1 600 bačvi kaučuka, 2 400 buketa perja papige, 80 buketa quetzal perja, jedan zlatni štit, jednu zlatnu dijademu, ogrlice i drugi nakit od zlata, jantara i gorskih kristala. Osim toga, gradovi i sela meksičke doline morali su održavati palače, osigurati kućanice i prehrambene namirnice. Asteci su u nepokorenim područjima prodavali bakreno oruđe ili ono od vulkanskog stakla, tkanine od zečje dlake, ljekovite trave, urešenu odjeću, dragulje te kupovali žad, drago kamenje, perje, jantar i jaguarovu kožu.

## Vanjske poveznice
- Aztecs

### Ostali projekti
|  | Zajednički poslužitelj ima još gradiva o temi Asteci |